# Georg Lars af Schmidt
Georg Lars af Schmidt, född 26 november 1771 i Stockholm, död 31 januari 1842 i Umeå, var en svensk friherre, militär och ämbetsman. Han adlades 1815 och introducerades samma år på Riddarhuset under nummer 2236. År 1817 blev han landshövding i Västerbottens län, en post han innehade till sin död.

## Biografi

### Tidiga år och militär karriär
Georg Lars Schmidt föddes den 26 november 1771 i Stockholm som son till rådmannen Johan Albrekt Schmidt och Anna Maria Berg. Han erhöll sin grundläggande utbildning i hemmet innan han den 6 februari 1789 blev kadett vid Amiralitetskadettkåren i Karlskrona.
Schmidt inledde sin militära tjänstgöring 1789 då han kommenderades till örlogsflottan och tjänstgjorde på örlogsskeppet Götha Lejon. Under denna tjänstgöring deltog han i Slaget vid Ölands södra udde samma år.
Den 30 april 1790 befordrades Schmidt till extra fänrik och deltog den 13 maj i träffningen vid Reval samt striderna utanför Kronstadt på fregatten Camilla. Den 3 juli samma år medverkade han i reträtten från Björkösund.
Schmidt utnämndes till fänrik vid örlogsflottan den 17 juni 1793. Senare samma år, den 30 juni, blev han fänrik vid livbrigadens värvade infanteribataljon, som senare kom att bli känt som finska gardet. Hans militära karriär utvecklades snabbt med befordran till sekundlöjtnant vid finska gardet den 10 maj 1794, följt av premiärlöjtnantsgrad den 16 september 1797.
Efter gardets omorganisation fortsatte Schmidt sin karriär och befordrades till kapten vid regementet den 9 mars 1803. Den 2 december 1805 utnämndes han till stabskapten, och den 20 november 1808 övertog han befattningen som bataljonschef för Stockholms läns lantvärn.
Schmidt tilldelades Riddare av Svärdsorden den 3 juli 1809 och utnämndes till regementskvartermästare vid finska gardet den 3 april 1810. Hans fortsatta avancemang inom armén inkluderade befordran till major den 26 februari 1811 samt utnämning till 3:e major vid gardet den 14 maj samma år. Den 17 januari 1815 erhöll han överstelöjtnants n. h. o. v., och den 4 april samma år utnämndes han till överstelöjtnant i armén.

### Finska kriget
När Finska kriget mellan Sverige och Ryssland bröt ut 1808 deltog han den 19 juni med regementet i striden vid Lemo, samt i striderna vid Lokalax den 18 september och vid Träskända, Vias och Vanda den 26–28 september.

### Senare år och död
Schmidt upphöjdes till adligt stånd den 18 april 1815 med namnet af Schmidt och introducerades på Riddarhuset den 8 maj under nummer 2236. Den 17 juni 1817 förordnades han tillsvidare till landshövding över Västerbottens län och utnämndes officiellt den 14 oktober senare samma år, en position han innehade till sin död. År 1841 upphöjdes han till friherre.
Georg Lars af Schmidt avled den 31 januari 1842 i Umeå vid 70 års ålder. Han var gift med Maria Sofia Hedenberg, dotter till Anders Hedenberg och Anna Catharina Lewin. Han var far till Georg af Schmidt.

## Utmärkelser

### Svenska utmärkelser
- Riddare av Svärdsorden, 3 juli 1809.
- Kommendör av Nordstjärneorden, 1826.[2]